# Ventos upė
Ventos upė este o arie protejată (sit de importanță comunitară — SCI) din Lituania întinsă pe o suprafață de 179 ha, integral pe uscat.

## Localizare
Centrul sitului Ventos upė este situat la coordonatele 56°10′33″N 22°42′08″E / 56.1758°N 22.7022°E.

## Înființare
Situl Ventos upė a fost declarat sit de importanță comunitară în aprilie 2004 pentru a proteja 5 specii de animale.

## Biodiversitate
Situată în ecoregiunea boreală, aria protejată nu include niciun habitat protejat.
La baza desemnării sitului se află mai multe specii protejate:
- mamifere (1): vidră de râu (Lutra lutra)
- nevertebrate (1): Unio crassus
- pești (3): zvârluga (Cobitis taenia), Lampetra fluviatilis, boarță (Rhodeus amarus)